# Lasioglossum acherontion
Lasioglossum acherontion là một loài Hymenoptera trong họ Halictidae. Loài này được Ebmer mô tả khoa học năm 1978.